# Liste der Monuments historiques in Marson
Die Liste der Monuments historiques in Massiges führt die Monuments historiques in der französischen Gemeinde Marson auf.

## Liste der Immobilien
| Bezeichnung       | Beschreibung                    | Standort               | Kennzeichnung | Schutzstatus | Datum | Bild           |
| ----------------- | ------------------------------- | ---------------------- | ------------- | ------------ | ----- | -------------- |
| Kirche St-Nicolas | aus dem 15. und 16. Jahrhundert | Rue de l’Église (Lage) | PA00078741    | Classé       | 1915  | weitere Bilder |

## Liste der Objekte
| Bezeichnung                                                  | Beschreibung           | Standort                        | Kennzeichnung | Schutzstatus | Datum | Bild |
| ------------------------------------------------------------ | ---------------------- | ------------------------------- | ------------- | ------------ | ----- | ---- |
| Relief Madonna mit Kind, zu ihren Füßen drei betende Stifter | Stein, 15. Jahrhundert | in der Kirche St-Nicolas (Lage) | PM51000545    | Classé       | 1977  |      |